# مزرعه سیستک سفلی
مزرعه سیستک سفلی یک منطقهٔ مسکونی در ایران است که در دهستان مکریان شمالی واقع شده‌است.